# From the Mars Hotel
 (juin 2018).
Si vous disposez d'ouvrages ou d'articles de référence ou si vous connaissez des sites web de qualité traitant du thème abordé ici, merci de compléter l'article en donnant les références utiles à sa vérifiabilité et en les liant à la section « Notes et références ».
Albums de Grateful Dead
Skeletons from the Closet: The Best of Grateful Dead
(1974) Blues for Allah
(1975)
From the Mars Hotel est le septième album studio du groupe de rock américain Grateful Dead. Principalement enregistré en avril et sorti en juin 1974, il est le deuxième album publié sur leur propre label Grateful Dead Records (en).

## Liste des titres
Toutes les chansons sont écrites et composées par Jerry Garcia et Robert Hunter, sauf annotations.
|       | 'Face A'                                    |      |
| A1.   | U.S. Blues                                  | 4:42 |
| A2.   | China Doll                                  | 4:11 |
| A3.   | Unbroken Chain (Phil Lesh, Robert Petersen) | 6:46 |
| A4.   | Loose Lucy                                  | 3:26 |
|       | 'Face B'                                    |      |
| B1.   | Scarlet Begonias                            | 4:20 |
| B2.   | Pride of Cucamonga (Lesh, Petersen)         | 4:17 |
| B3.   | Money Money (John Perry Barlow, Bob Weir)   | 4:24 |
| B4.   | Ship of Fools                               | 5:30 |
| 37:36 |                                             |      |

| Titres supplémentaires - Réédition CD remastérisée digipack (Grateful Dead Records, Rhino Records, 7 mars 2006) | Titres supplémentaires - Réédition CD remastérisée digipack (Grateful Dead Records, Rhino Records, 7 mars 2006) | Titres supplémentaires - Réédition CD remastérisée digipack (Grateful Dead Records, Rhino Records, 7 mars 2006) | Titres supplémentaires - Réédition CD remastérisée digipack (Grateful Dead Records, Rhino Records, 7 mars 2006) | Titres supplémentaires - Réédition CD remastérisée digipack (Grateful Dead Records, Rhino Records, 7 mars 2006) | Titres supplémentaires - Réédition CD remastérisée digipack (Grateful Dead Records, Rhino Records, 7 mars 2006) | Titres supplémentaires - Réédition CD remastérisée digipack (Grateful Dead Records, Rhino Records, 7 mars 2006) | Titres supplémentaires - Réédition CD remastérisée digipack (Grateful Dead Records, Rhino Records, 7 mars 2006) | Titres supplémentaires - Réédition CD remastérisée digipack (Grateful Dead Records, Rhino Records, 7 mars 2006) | Titres supplémentaires - Réédition CD remastérisée digipack (Grateful Dead Records, Rhino Records, 7 mars 2006) |
| No | Titre | Enregistrement                                                                                                  | Durée | | | | | | |
| --- | --- | --- | --- | --- | --- | --- | --- | --- | --- |
| 9. | Loose Lucy | Record Plant Studios, Sausalito (Californie) (07/08/1973)                                                       | 4:44 | | | | | | |
| 10. | Scarlet Begonias                                                                                                | Live au Winterland, San Francisco (Californie) (16/10/1974)                                                     | 9:10 | | | | | | |
| 11. | Money Money (Barlow, Weir)                                                                                      | Live au PNE Coliseum, Vancouver (Canada) (17/15/1974)                                                           | 4:20 | | | | | | |
| 12. | Wave That Flag                                                                                                  | Live au Civic Center Arena, Springfield (Massachusetts) (28/03/1973)                                            | 5:34 | | | | | | |
| 13. | Let It Rock (Chuck Berry)                                                                                       | Live au Jaï-alaï Fronton, Miami (Floride) (23/06/1974)                                                          | 3:22 | | | | | | |
| 14. | Pride of Cucamonga (Acoustic demo) (Lesh, Petersen)                                                             | Record Plant Studios, Sausalito (Californie) (04/08/1973)                                                       | 4:24 | | | | | | |
| 15. | Unbroken Chain (Acoustic demo) (Lesh, Petersen)                                                                 | Record Plant Studios, Sausalito (Californie) (11/08/1973)                                                       | 6:21 | | | | | | |
| 75:32 | | | | | | | | | |

## Crédits
| - Jerry Garcia : guitare, chant - Bob Weir : guitare rythmique - Phil Lesh : basse - Bill Kreutzmann : batterie - Keith Godchaux : claviers - Donna Jean Godchaux : chant Invités - John McFee : pedal steel guitar - Ned Lagin : synthétiseur | - Production : Grateful Dead - Producteur délégué : Cameron Sears - Ingénierie : Roy Segal - Mastering : Phil Brown - Mixage (additionnel) : Tom Flye assisté de Robert Gatley - Supervision : Reggie Collins, Sheryl Farber - Artwork : Mary Ann Mayer - Photographie : Richard Pechner, Ed Perlstein, Bruce Polonsky - Livret d'album : Joel Selvin Crédits supplémentaires (réédition) - Production associée : Hale Milgrim, Jimmy Edwards, Robin Hurley, Scott Pascucci - Production (assistants) : David Lemieux, James Austin - Remastering, supervision : Joe Gastwirt - Direction artistique : Hugh Brown, Steve Vance - Design : Steve Vance |